# Латвійська тимчасова національна рада

Латвійський національний прапор, що використовувала ЛТНР

Латвійська тимчасова національна рада (латиш. Latviešu Pagaidu Nacionālā padome) — латвійський орган влади, створений в листопаді-грудні 1917 року в ході боротьби Латвії за незалежність від Росії латвійськими національними партіями і організаціями.
Дата створення Ради залишається спірною, в різних джерелах вказуються дати 26 жовтня, 29 листопада, 2 грудня.

## Створення
26 жовтня 1917 року в Петрограді проходило засідання латвійських політичних партій і громадських організацій, які готували створення Латвійської тимчасової національної ради. Пізніше вони переїхали в Валки, де з 19 листопада по 2 грудня проходило засідання, на якому ЛТНР був формально оголошений до скликання Конституційних зборів Латвії єдиним і повноправним органом, що представляє інтереси латвійського народу, завданнями якого були названі скликання Конституційних зборів Латвії, розробка проекту автономії і територіальне об'єднання латвійських земель.

## Діяльність
2 грудня 1917 року ЛТНР прийняла декларацію про самовизначення Латвії, був визначений статус регіонів Видземе, Курземе і Латгале, які контролювалися прихильниками Ради. Вона стала вищим законним органом влади в Латвії, з липня 1918 року це вказується і в її документах. Проти дій ЛТНР виступали більшовики з Іськолата. 1 січня 1918 року, вони офіційно заборонили діяльність Ради, але підписання рішення зірвалося і Рада продовжила свою роботу. У тому ж місяці відбулося засідання ЛТНР в Петрограді, де обговорювалося питання проголошення незалежності. Рада висловлював свій протест Брестського миру і анексії Курляндії німцями, так як схилялась в бік Антанти, хоча багато політиків Латвії і виступали за союз з Німеччиною. 23 жовтня уряд Великої Британії тимчасово визнав Латвійську Тимчасову Національну раду як уряду Латвії до прийняття рішень Паризької мирної конференції — це рішення було оформлено 11 листопада офіційною нотою британського МЗС, якою Латвійську Тимчасову національну раду було визнано як уряд Латвії, що законно представляє інтереси латвійського народу. 11 листопада було підписано перемир'я між Німеччиною і Антантою, що дало можливість латвійцям створити незалежну Латвію. 17 листопада ЛТНР, Демократичний блок і представники від деяких інших партій після непростих переговорів сформували тимчасовий парламент — Народну раду Латвії, яка 18 листопада проголосила незалежну і демократичну Латвійську Республіку.